# وارن دوبسون
وارن دوبسون (بالإنجليزية: Warren Dobson)‏ هو لاعب كرلنغ نيوزيلندي، ولد في 7 مارس 1980 في Ranfurly, New Zealand ‏ في نيوزيلندا.

## وصلات خارجية
- وارن دوبسون على موقع الاتحاد الدولي للكرلنغ (الإنجليزية)
- وارن دوبسون على موقع أوليمبيديا (الإنجليزية)